# USS Oakland (CL-95)
Pour les autres navires du même nom, voir USS Oakland.
L'USS Oakland (CL-95) est un croiseur léger de la classe Atlanta construit pour l'US Navy pendant la Seconde Guerre mondiale.
Le cinquième croiseur léger de la classe Atlanta (ou premier de la classe Oakland, le Oakland et les trois navires suivants n'ayant que douze canons de 127 mm au lieu de seize avec six tourelles doubles), porte le nom d'une ville de Californie.
Il est mis sur cale aux chantiers navals de la Bethlehem Steel Corporation de San Francisco (Californie) le 15 juillet 1941, lancé le 23 octobre 1942 ; parrainé par Dr Aurelia Henry Reinhardt, présidente du Mills College d'Oakland ; et commissionné le 17 juillet 1943 sous le commandement du capitaine William K. Phillips.

## Historique

### Seconde Guerre mondiale

#### 1943

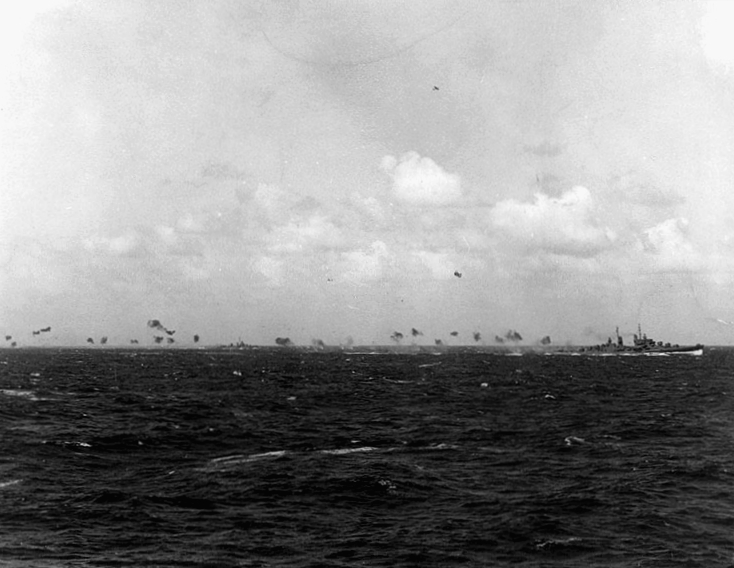
LOakland (à droite) tirant sur des avions japonais attaquant la Task Force 50 près des îles Marshall, le 4 décembre 1943.

Après sa croisière de mise en condition opérationnelle au large de San Diego au cours de l'été 1943, le croiseur léger rallie Pearl Harbor le 3 novembre. Il se joint au Task Group 50.3 (TG 50.3) composé également des porte-avions Essex, Bunker Hill et Independence, de trois croiseurs lourds et de deux destroyers pour participer à l'opération Galvanic, la conquête des îles Gilbert,. Les porte-avions lancent leurs premières attaques le 19 novembre, attaques qui suscitent une riposte japonaise le lendemain 20 novembre, le raid des bombardiers torpilleurs japonais étant repoussé par la chasse et la DCA, l'Oakland descendant trois avions et participant à la destruction de deux autres.
Il repousse une autre attaque de ce type le 26 novembre au nord-est des îles Marshall et le 4 décembre à 23 h 32, provoquant des dégâts, le porte-avions Lexington est touché par une torpille nécessitant son retrait de la zone des combats, l'USS Oakland couvrant son retour à Pearl Harbor le 9 décembre 1943,.

#### 1944
L'Oakland quitte Pearl Harbor le 16 janvier 1944 direction les Marshall pour participer à l'opération Flintlock, l'invasion des Marshall et notamment des atolls de Kwajalein et de Eniwetok. Il assure la protection des porte-avions du TG 58.1 (Enterprise, Yorktown et Belleau Wood) en compagnie des cuirassés Washington, Indiana et Massachusetts. La TF 58 frappe Maloelap le 29 et le lendemain Kwajalein à l'avant-veille du débarquement qui à lieu le 1er février. Le gros des combats terminés, la Fast Carrier Task Force peut se replier direction l'atoll de Majuro le 4 février 1944,.
Après huit jours de repos et la réparation du matériel, le TG 58.1 (renforcé par trois croiseurs légers, les Santa Fe, Mobile et Biloxi) quitte Majuro pour participer à l'opération Hailstone avec le reste de la TF 58. Cette opération est une frappe aérienne majeur contre la base japonaise de Truk (16-17 février).
Il reste au combat jusqu'au 22 février, descendant deux autres avions japonais et participant à la destruction de deux autres. Après quelques jours à Majuro, l'Oakland reprend la mer avec le TG 58.1 le 7 mars, ralliant Espiritu Santo, dans les Nouvelles-Hebrides.
Il participe à l'occupation de l'île d'Emirau, au nord de la Nouvelle-Bretagne, le 20 mars puis enchaîne par un raid dans les Carolines occidentales, les porte-avions bénéficiant du soutien des croiseurs pour repousser avec leur puissante DCA les attaques ennemies. Après une attaque sur Palaos le 30 mars, Yap le 31 et Woleai le 1er avril, le groupe de combat rentre à Majuro le 6 avril.
Au mois d'avril, la Fast Carrier Task Force participe à des raids contre Wake et Samar mais également contre Truk (29-30 avril) et Satawan. Le 1er mai, l'Oakland participe avec les croiseurs à un bombardement contre Ponape. La Task Force rentre à Kwajalein le 4 mai,.
Après un entrainement au tir antiaérien, le croiseur léger participe à une attaque contre Guam le 11 juin puis contre les îles Bonin et Volcano le 14.
Il participe ensuite à l'opération Forager, la conquête des Mariannes qui entraîne la bataille de la mer des Philippines (19-20 juin 1944) qui met fin à l'aéronavale japonaise comme arme constituée,.
Le TG 58.1 attaque Pagan le 23 juin et Iwo Jima le lendemain, avant de rallier Eniwetok le 27 pour un ravitaillement, un entretien et du repos de l'équipage. Dès le 30 juin, le groupe reprend la mer pour des raids contre les Bonins puis contre Iwo et Chichi Jima (3-4 juillet), avant de rallier les Mariannes le 5 pour de nouveaux raids dans cette région dont la conquête offrirait des bases pour permettre aux B-29 de frapper le Japon,.
Le 7 juillet, les porte-avions de la TF 58 attaquent Guam et Rota. L'Oakland et le destroyer Helm sont placés en position avancée pour récupérer les pilotes abattus, profitant de leur situation avancée pour pilonner avec leurs canons de 127 mm la péninsule d'Orote sur l'île de Guam,.
Le 4 août à 8 heures, des avions de reconnaissance repèrent un convoi japonais zigzaguant au large des Bonin, convoi qui deux heures plus tard est attaqué par l’aviation. Un groupe d'action de surface est rapidement formé avec les croiseurs légers Oakland, Santa Fe, Mobile et Biloxi et les destroyers de la 91e division de destroyers (DesDiv 91).
Détaché du Task Group à 12 h 41, le nouveau groupe occasionnel file à 30 nœuds et arrive sur zone en fin d'après-midi, détruisant à 18 h 45 un petit pétrolier, un escorteur, le destroyer Matsu à 19 h 24 et un cargo de 7 500 tonnes à 21 h 45, avant d’enchaîner le lendemain matin par le bombardement de Chichi Jima, endommageant sérieusement les installations portuaires et neutralisant une batterie côtière.
Du 6 au 8 septembre, les porte-avions escortés par l'Oakland attaquent les îles Palaos, notamment Peleliu, avant de frapper le 8 septembre au soir les aérodromes japonais dans les Philippines jusqu'au 22 septembre.
Le 6 octobre 1944, il appareille d'Ulithi pour couvrir les porte-avions transitant vers les îles Ryukyu, frappant Okinawa le 10, avant d’enchaîner par des raids sur Formose et les Pescadores le 12, se retirant sous les attaques aériennes japonaises,.
Le lendemain, 13 octobre, de nouvelles attaques sont lancées sur Formose, entraînant une riposte des avions japonais contre les navires de la Task Force. Si l'Oakland en sort indemne, ce n'est pas le cas des croiseurs Canberra et Houston qui sont endommagés par des torpilles. Le croiseur couvre le retrait des croiseurs avant de participer à des raids contre Luçon (17-19 octobre) puis de soutenir le débarquement sur Leyte le 20 octobre.
Le 24 octobre 1944, alors que l'USS Oakland était en route pour Ulithi, un télégramme lui annonce de l'arrivée d'une puissante flotte japonaise, recevant donc l'ordre de retourner au combat. Lorsqu'il arrive dans la zone indiqué, la flotte japonaise s'était retirée, les porte-avions lançant des avions contre l'ennemi en retraite, la bataille du Golfe de Leyte marquant la fin de la marine impériale japonaise comme force constituée,.
Il termine l'année par la couverture des porte-avions de la TF 38 engagés contre les Philippines. Il échappe aux conséquences du typhon Cobra qui frappe la flotte américaine le 18 décembre, provoquant le naufrage de trois destroyers (Hull, Monaghan et Spence).

#### 1945
Le 11 janvier 1945, le navire arrive à San Francisco pour un carénage, suivi des essais et de sa remise en condition. Le 4 mars 1945, il quitte la Californie pour Hawaï, arrivant à Pearl Harbor le 9 mars. Il effectue un entrainement complémentaire au large d'Oahu.
Le 14 mars, il reçoit l'ordre de rallier Ulithi où il arrive le 30 mars pour quelques heures, reprenant la mer le lendemain pour retrouver la flotte devant Okinawa où est déclenchée l'opération Iceberg. Du 2 au 7 avril, il couvre les porte-avions attaquant Sakashima Gunto, dans le sud de Nansei Shoto, attaque à laquelle se joignent parfois ses canons de 127 mm. Il retrouve ensuite Okinawa et le 10 avril, passe du TG 58.4 au TG 58.3,. Le 11 avril, ses artilleurs abattent un bombardier en piqué japonais.

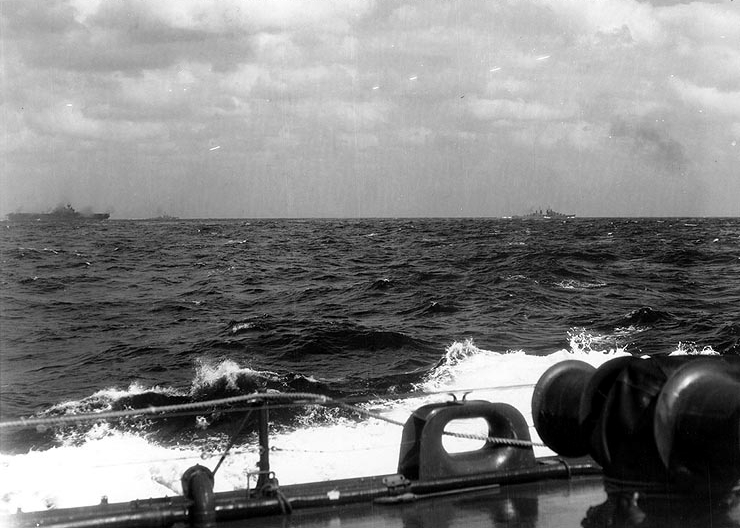
Le porte-avions (à gauche) attaqué par un kamikaze japonais lors d'opérations au large d'Okinawa le 11 avril 1945. À sa droite, l'USS Oakland ouvre le feu sur le bombardier en piqué.

Les 15 et 16 avril, les groupes de combat de la TF 58 attaquent les aérodromes de Kyūshū, suscitant la riposte japonaise, contrée par la chasse et la DCA, l'Oakland abattant deux autres avions de chasse japonais.
À partir du 17 avril, il est de nouveau déployé avec son groupe au large d'Okinawa pour appuyer les troupes au sol, le tout sous la menace persistance des kamikazes, les rares moments de calme étant mis à profit pour améliorer l'entrainement au tir contre avions. Le 11 mai, il assiste impuissant à l'attaque du Bunker Hill, trois radeaux de survie étant largués pour permettre la récupération des hommes du porte-avions tombés à la mer.
Après de nouvelles attaques contre Kyūshū le 13 mai, le croiseur léger antiaérien subit le lendemain la riposte japonaise avec une nuée de kamikazes. En l'espace de 15 minutes, il en détruit deux et participe à la destruction de deux autres, recevant les félicitations du commandant du Task Group, le contre-amiral Sherman.
L'Oakland reste déployé au large d'Okinawa durant tout le mois de mai, passant au TG 38.1, avant de rallier la baie de San Pedro le 1er juin pour un entretien et du repos de l'équipage.

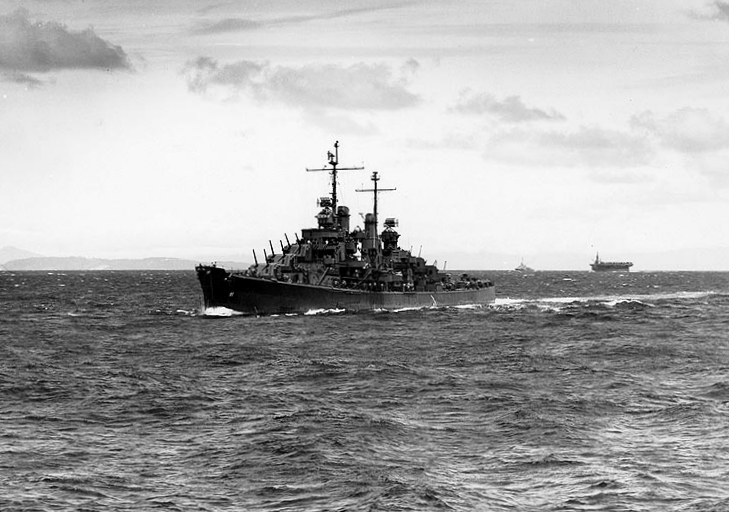
LOakland dans le golfe de Leyte (Philippines) au début de juillet 1945.

Il reprend la mer début juillet pour une dernière phase opérationnelle contre le Japon, attaquant Honshū et Hokkaidō à partir du 10 juillet. Du 17 au 20 juillet, il couvre les attaques contre Tokyo, Kure et Kobe du 24 au 27 juillet, Tokyo et Nagoya le 30 juillet, puis à nouveau Hokkaidō et le nord de Honshū du 7 au 15 août, date de la capitulation japonaise.
Le navire va ensuite participer à l'occupation du Japon dans la région de Kantō, mouillant à l'extérieur de la base navale de Yokosuka à proximité du Missouri, le cuirassé sur lequel sera signée la capitulation japonaise le 2 septembre, mettant fin à un conflit de huit ans commencé près d'un pont pékinois en 1937,,.

### Après-guerre
Le croiseur léger mouille en baie de Tokyo mais le 27 septembre, au cours d'un typhon, un pétrolier rompt ses amarres et vient heurter le croiseur, ne causant que des dommages mineurs.
Le 1er octobre, le croiseur léger appareille pour Okinawa pour participer à l'opération Magic Carpet, le rapatriement de millions de soldats, marins et aviateurs démobilisés à la fin du conflit. Il quitte Okinawa le 3 octobre, ralliant San Francisco le 20 octobre. Il participe le 27 octobre au Navy Day dans la ville d'Oakland. Il reprend ensuite sa mission de rapatriement des démobilisés, effectuant deux nouvelles traversées du Pacifique, la première en direction d'Eniwetok et la seconde en direction de Kwajalein. À partir de fin 1945, le Marine Sea Transportation Service (MSTS) prend le relais et les navires de guerre reprennent des missions plus courantes pour ceux qui poursuivent leur carrière, ce qui n'aurait pas du être le cas de l'USS Oakland. Finalement, le croiseur léger antiaérien est maintenu en service actif,. Une révision complète est effectuée au chantier naval de Puget Sound pour effacer les traces de longs mois de bataille.
De juillet 1946 à janvier 1947, l'Oakland sert de navire-école de canonnage (Fleet Gunnery Training Ship).

#### Déploiements en Extrême-Orient
Le 6 janvier 1947, l'Oakland entame sa première croisière d'après-guerre en Extrême-Orient. Après une escale à Pearl Harbor le 14, le croiseur léger effectue un exercice de flotte de deux mois dans les îles Mariannes et Marshall, via Guam, Saipan et Kwajalein, avant de revenir à Pearl Harbor le 11 mars. Il fait route vers l'est de la Chine, où l'appui américain aux Chinois nationalistes dans la guerre civile contre les Chinois communistes s'est renforcé à la suite de l'effondrement des efforts de médiation. Arrivé à Tsing-tao le 30 mars, l'Oakland est nommé navire amiral du capitaine Sherman R. Clark, commandant de la 3e flottille de destroyers. Basé depuis le port de Shanghai les trois prochains mois, le navire effectue près d’une douzaine de patrouilles en mer de Chine orientale. Dans le cadre d'une augmentation de la tension au mois de mai, l'Oakland fournit une petite force de débarquement de marins pour aider les Marines opérant à Tsing-tao. Les tensions s'apaisent en juin et le croiseur léger quitte la Chine le 20 juillet, s'arrêtant à Yokosuka et à Pearl Harbor avant d'arriver à San Diego le 8 août.

#### Fin de service

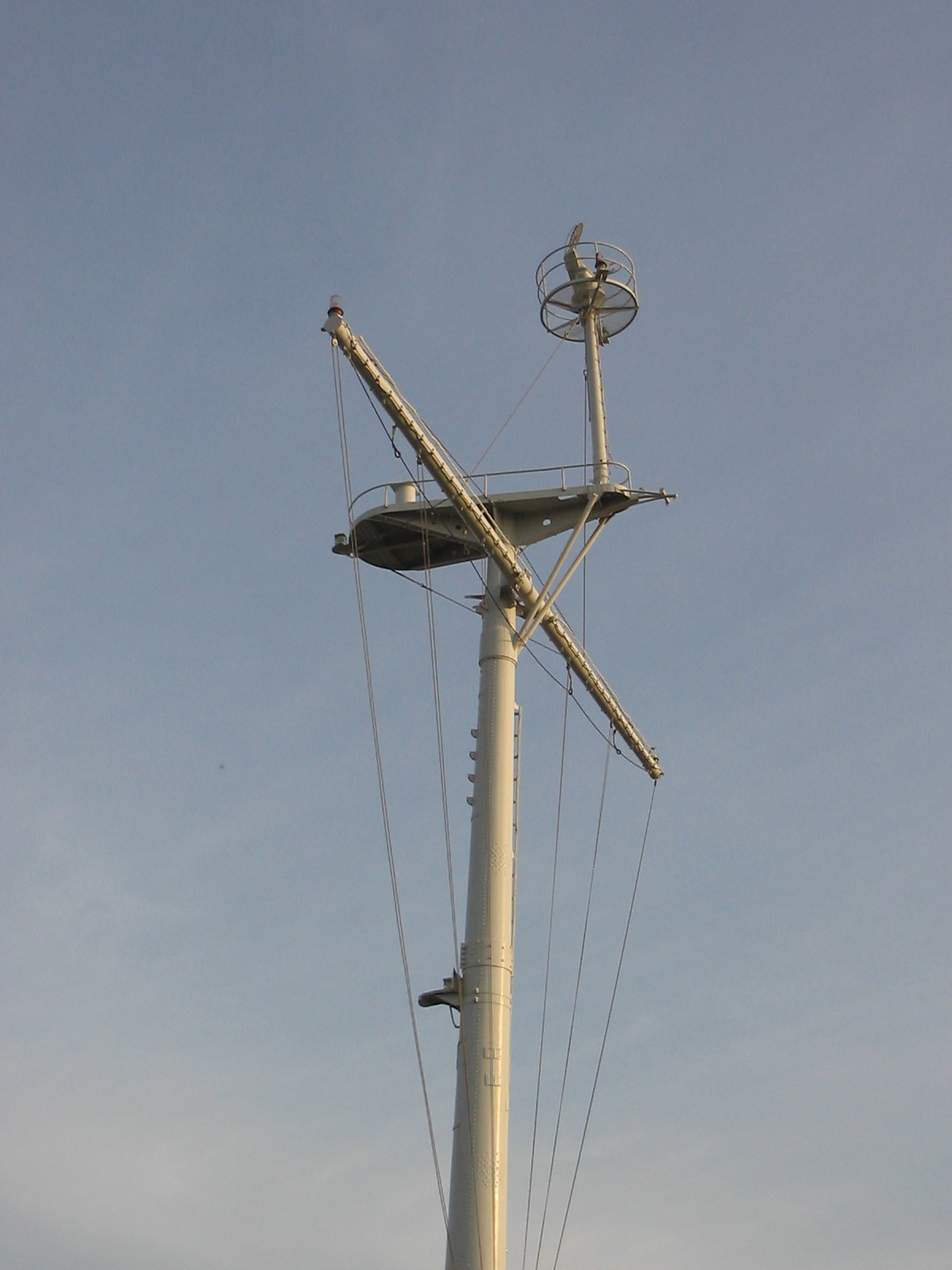
Mât de l'USS Oakland à l’entrée du Middle Harbour Shoreline Park d'Oakland, le 5 février 2007.

Le 18 mars 1949, l'Oakland est officiellement reclassé CLAA-95 mais le 1er juillet 1949, il est retiré du service à San Francisco. Après presque dix ans passé en réserve, le croiseur léger est rayé du Naval Vessel Register le 1er mars 1959 et vendu à Louis Simons le 1er décembre suivant pour démolition. La mise au rebut a été achevée à la fin de 1962.
Son mât a été remis en état et une plaque signalétique a été offert à la ville d'Oakland. En juillet 2002, ils ont été installés dans le parc Middle Harbor Shoreline du port d'Oakland, dans le secteur riverain ouest, sur le site de l’ancien Fleet and Industrial Supply Centre.

## Décorations
- Asiatic-Pacific Campaign Medal avec neuf Battles star
- World War II Victory Medal
- Navy Occupation Medal avec agraphe « ASIA »
- China Service Medal[2]